# Nello Ascoli
Nello Ascoli (1910 – 1995) è stato un attore cinematografico e attore teatrale italiano di teatro napoletano, noto per le sue interpretazioni in importanti film degli anni '50 e '60 come Il vigile e Gli anni ruggenti.
Figlio di Giuseppe ed Emilia De Angelis, ha fatto parte della Compagnia di Eduardo De Filippo, con cui ha interpretato nel 1955 la prima riduzione televisiva della commedia Miseria e nobiltà, nei panni del cuoco Gaetano Semmolone. È stato al fianco di Eduardo anche in Palummella zompa e vola, di Antonio Petito, insieme a Ugo D'Alessio.
Al cinema ha interpretato diverse parti da caratterista, talvolta non citato nei titoli, tra cui si ricordano, in particolare, l'assessore che dà lavoro ad Alberto Sordi in Il vigile, il ristoratore imbrogliato da Totò in Totòtruffa '62 e il dottor Giulio Cariddi in Gli anni ruggenti.

## Filmografia
- Un marito per Anna Zaccheo, regia di Giuseppe De Santis (1953)
- Amori di mezzo secolo, registi vari (1953)
- La sfida, regia di Francesco Rosi (1958)
- Il vigile, regia di Luigi Zampa (1960)
- Il giudizio universale, regia di Vittorio De Sica (1961)
- Totòtruffa '62, regia di Camillo Mastrocinque (1961)
- Le massaggiatrici, regia di Lucio Fulci (1962)
- Gli anni ruggenti, regia di Luigi Zampa (1962)
- La donnaccia, regia di Silvio Siano (1964)
- Se non avessi più te, regia di Ettore Maria Fizzarotti (1965)
- Noi donne siamo fatte così, regia di Dino Risi (1971)

## Doppiatori italiani
- Gianni Bonagura in Il vigile
- Giacomo Furia in Gli anni ruggenti